# پال اندرسون (بازیکن فوتبال)
پال اندرسون (انگلیسی: Paul Anderson؛ زادهٔ ۲۳ ژوئیهٔ ۱۹۸۸) یک بازیکن فوتبال اهل بریتانیا است.